# Таволга середня
Таволга середня (Spiraea media) — вид рослин з родини розових (Rosaceae), поширений у помірній Євразії від Австрії до Японії.

## Опис
Чагарник заввишки 1–2 м. Листки на безплідних пагонах, з 6–8 гострими зубцями на верхівці, 2–5 см завдовжки, на плодючих — цілокраї, 10–12 мм завдовжки, все листки довгасто-еліптичні. Молоді листки знизу неуважно опушені, дорослі — голі. Квітки 7–8 мм в діаметрі, тичинки рівні пелюсткам або трохи довші від них. Плоди трохи запушені. Чашолистки яйцеподібні трикутні, 1.5–2.5 мм, голі або вкриті м'якими пухнастими волосками, верхівки тупі або гострі. Пелюстки білі, 3–4.5 мм. Плід — листянка.

## Поширення
Поширений у помірній Євразії від Австрії до Японії; інтродукований до Великої Британії.
В Україні вид зростає серед чагарників, у світлих лісах, на кам'янистих схилах — у Правобережному Лісостепу, рідко (ряд мешкань у Вінницькій та Хмельницькій обл.); у Карпатах, спорадично.

## Галерея

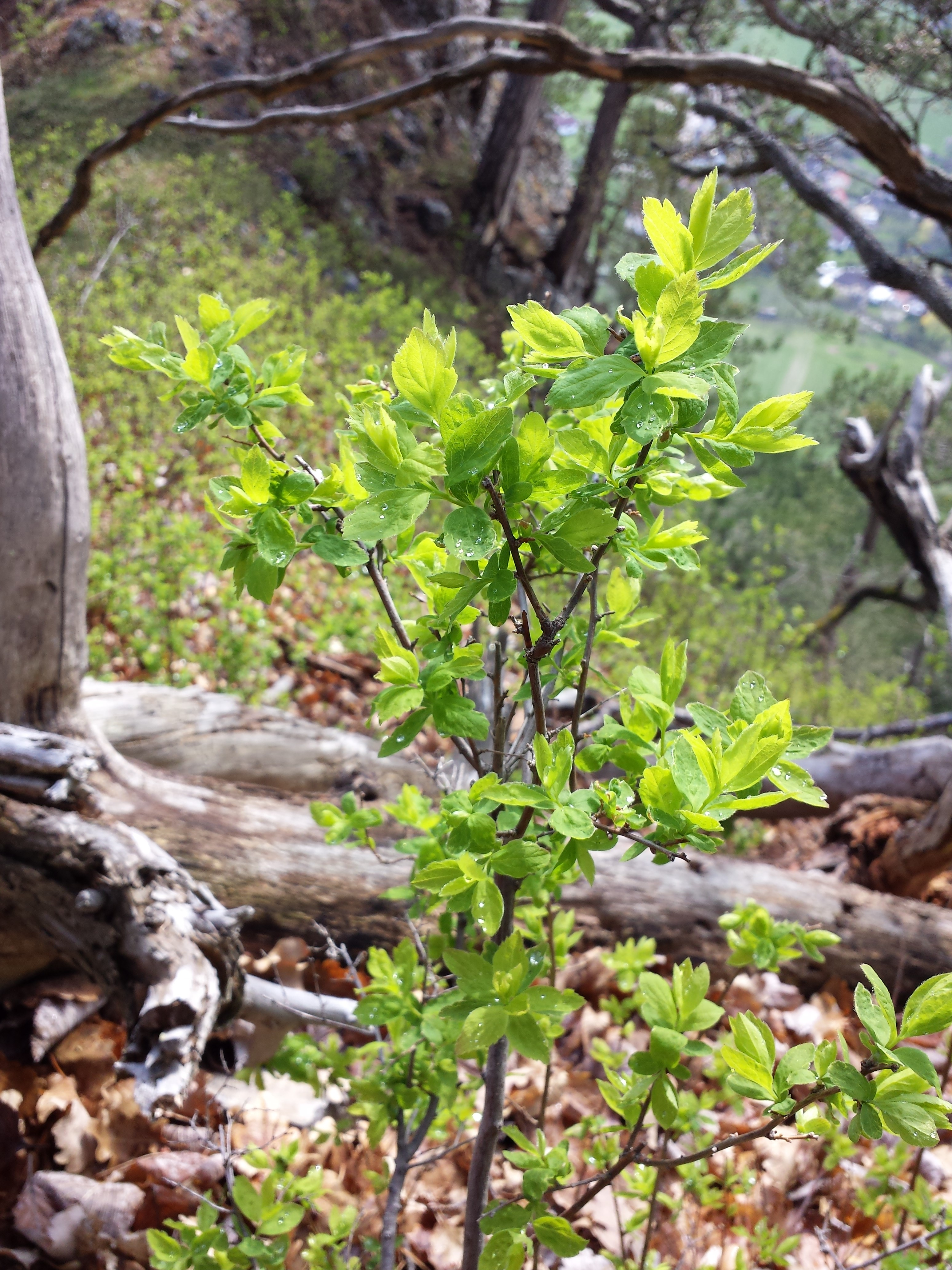
рослина
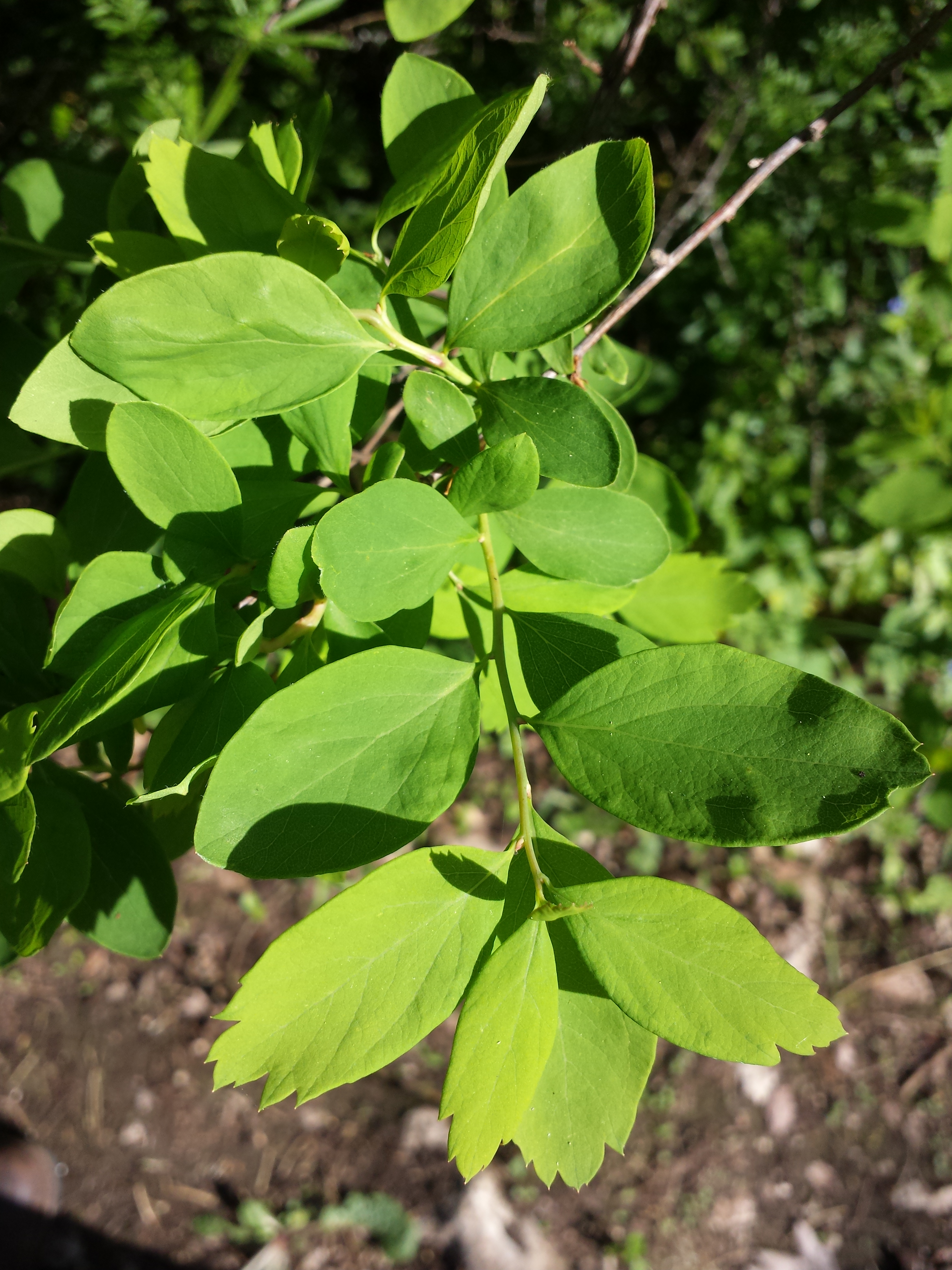
гілка з листям
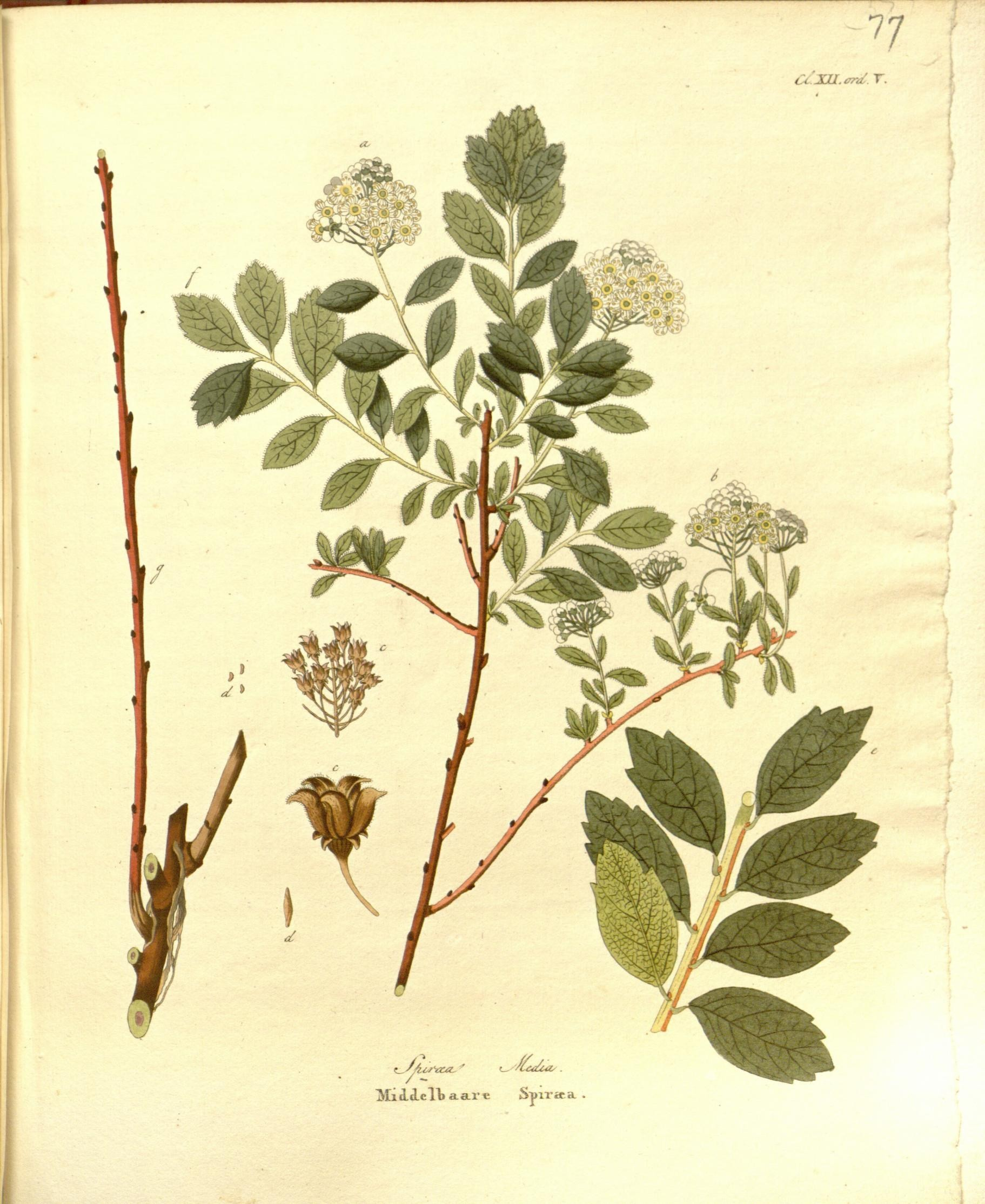
ілюстрація